# Gây tê cột sống
Gây tê cột sống hoặc gây tê tủy sống là một dạng gây tê vùng, liên quan đến việc tiêm thuốc gây tê cục bộ vào khoang dưới nhện, thường thông qua một kim nhỏ, thường dài 9 cm (3,5 in). Đối với bệnh nhân béo phì, kim có thể dài hơn (12,7 cm / 5 inch). Đầu của kim là một điểm hoặc cắt vát nhỏ. Gần đây, dùng để gây tê cột sống có thể dùng kim bút chì được làm sẵn (của các công ty Whitacre, Sprotte, Gertie Marx, v.v..).
Gây tê tủy sống là kỹ thuật được lựa chọn cho mổ lấy thai vì nó tránh gây mê toàn thân và nguy cơ đặt nội khí quản thất bại (có lẽ thấp hơn rất nhiều so với tỷ lệ 1 trong 250 ở phụ nữ mang thai được trích dẫn rộng rãi).

## Chống chỉ định
- Không có sự đồng ý của bệnh nhân
- Nhiễm trùng hoặc nhiễm trùng cục bộ tại chỗ gây tê tại thắt lưng
- Rối loạn chảy máu, giảm tiểu cầu, hoặc chống đông máu toàn thân (thứ phát tăng nguy cơ u máu cột sống)
- Không gian gây tê có vùng tổn thương não
- Rối loạn giải phẫu của cột sống
- Hạ đường huyết, trong các trường hợp xuất huyết lớn, kể cả ở bệnh nhân sản khoa
- Sốc giảm thể tích
- Tăng áp lực nội sọ
- Dị ứng thuốc tê

## Rủi ro và biến chứng
Có thể được phân loại rộng rãi thành: ngay lập tức (trên bàn mổ) hoặc muộn (trong khu chăm sóc hồi sức sau khi gây mê):
- Hạ huyết áp (sốc thần kinh):

Do phong tỏa hệ thống thần kinh giao cảm. Thường gặp nhưng thường được điều trị dễ dàng bằng dịch truyền tĩnh mạch và các thuốc giao cảm như ephedrine, phenylephrine hoặc metaraminol.
- Đau đầu sau khi xuất huyết hậu môn hoặc đau đầu sau cột sống - Liên quan đến kích thước và loại kim tiêm cột sống được sử dụng
- Chấn thương đuôi ngựa (cauda equina) - rất hiếm, do vị trí chèn quá cao
- Ngừng tim - rất hiếm, thường liên quan đến tình trạng bệnh lý tiềm ẩn của bệnh nhân
- Huyết khối cột sống, có hoặc không có di chứng thần kinh sau đó do nén các dây thần kinh cột sống. Cần chụp CT/MRI khẩn cấp để xác định chẩn đoán theo sau phẫu thuật giải phẫu khẩn cấp để tránh tổn thương thần kinh vĩnh viễn.
- Áp xe màng cứng, cũng bắt nguồn tổn thương thần kinh vĩnh viễn tiềm ẩn. Có thể thể hiện như viêm màng não hoặc áp xe với đau lưng, sốt, suy giảm thần kinh chi dưới và mất chức năng bàng quang/ruột. Cần chụp CT/MRI khẩn cấp xác nhận chẩn đoán theo sau là kháng sinh và thoát nước cấp cứu

## Kỹ thuật
Bất kể tác nhân gây mê (thuốc) được sử dụng, hiệu quả mong muốn là ngăn chặn sự truyền tín hiệu thần kinh từ các dây thần kinh thụ cảm ngoại vi. Tín hiệu cảm giác tại chỗ bị chặn, do đó người bệnh không có cảm giác đau. Mức độ phong tỏa thần kinh phụ thuộc vào số lượng và nồng độ gây tê cục bộ được sử dụng và các tính chất của sợi trục dẫn truyền thần kinh. Các sợi C không liên kết chặt chẽ với cảm giác đau bị chặn trước tiên, trong khi các tế bào thần kinh vận động A-alpha dày, nặng được chặn lại vừa phải. Các sợi giao cảm tiền hạch nhỏ, nặng nề đã bị chặn trước tiên. Kết quả mong muốn là tê hoàn toàn của vùng da đã chọn. Một cảm giác chịu áp lực là chấp nhận được và thường xảy ra do sự phong tỏa không đầy đủ của các thụ thể cơ học A-beta dày hơn. Điều này cho phép các thủ thuật phẫu thuật được thực hiện mà không có cảm giác đau đớn gì cho người bệnh trải qua thủ thuật.
Một số thuốc an thần đôi khi được cung cấp để giúp bệnh nhân thư giãn và vượt qua thời gian trong quá trình phẫu thuật, nhưng nếu gây tê cột sống thành công thì phẫu thuật có thể được thực hiện với bệnh nhân hoàn toàn tỉnh táo.